# Hollis Frampton
Pour les articles homonymes, voir Frampton (homonymie).
 (septembre 2019).
Si vous disposez d'ouvrages ou d'articles de référence ou si vous connaissez des sites web de qualité traitant du thème abordé ici, merci de compléter l'article en donnant les références utiles à sa vérifiabilité et en les liant à la section « Notes et références ».
Hollis Frampton est un réalisateur et photographe américain né le 11 mars 1936 à Wooster (Ohio) (États-Unis), décédé le 30 mars 1984  à New York (États-Unis). Figure importante du cinéma expérimental américain, membre de l'avant-garde new-yorkaise, il est l'un des fers de lance du mouvement du cinéma structurel.

## Biographie
Enfant unique dont le père travaille dans une mine de charbon à ciel ouvert, Hollis Frampton est principalement élevé par ses grands-parents maternels. Après une enfance solitaire qu'il occupe à lire beaucoup, sa famille déménage à Cleveland en 1945. Cette même année un oncle lui offre sa première caméra, une Brownie box camera. Parce qu'il parle très peu et est très introverti, on lui fait subir un examen psychologique qui révèle qu'il est en réalité un enfant intellectuellement précoce. À la suite de cela, on le retire du programme spécialisé pour qu'il intègre une école pour enfants surdoués, la Wilbur Wright Junior High School.
Après le lycée, il suit des cours de photographie à la Phillips Academy (Andover, Massachusetts) entre 1951 et 1954. Il y fait la connaissance de Frank Stella, des musiciens David Behrman et Frederic Rzewski ainsi que du sculpteur Carl André.
Entre 1954 et 1957, il intègre la Western Reserve University de Cleveland, sans aucune volonté d'obtenir un diplôme. Il se consacre à l'étude des langues (allemand, latin, grec, français, russe, sanskrit, chinois) et entame une correspondance avec Ezra Pound. Il se considère alors comme un poète.
En 1957, il voyage au Mexique puis se rend à Washington D.C. pour échanger avec Ezra Pound alors interné à l'hôpital St. Elizabeth. Il voit le poète quasiment quotidiennement, tout en gagnant sa vie comme éclairagiste dans un petit théâtre. Durant cette période Pound est train d'écrire son œuvre maîtresse, les Cantos, et la lit au fur et à mesure à ses visiteurs. En devenant aussi familier avec le processus poétique, Frampton s'aperçoit qu'il ne peut se prétendre poète.
En 1958, il s'installe à New York avec Carl André et Frank Stella. Il réalise sa première série photographique intitulée The Secret World of Frank Stella. Cette série sera publiée l'année suivante dans le catalogue de l'exposition Sixteen Americans organisée par le Museum of Modern Art.
En 1959, il réalise des photographies des premières sculptures minimalistes de Carl André. Cette série photographique sera intitulée Ways of Lurity. Il se sent proche de l'esthétique minimaliste, qui l'influence considérablement de par sa rigueur et son dépouillement. D'ailleurs, c'est avec Carl André que Frampton va initier un dialogue prolongé sur l'art, aboutissant à la série 12 Dialogues 1962-1963, publiée par la New York University Press en 1980, puis en français en 2023 aux éditions Macula.
Entre 1960 et 1961, il squatte illégalement à Lower Manhattan, déménageant très fréquemment, tout en travaillant comme technicien dans un laboratoire photographique. À l'époque, il photographie beaucoup, sous l'influence du travail formaliste de Edward Weston.
En 1962, il est hospitalisé durant plus de six mois et, à sa sortie, il emprunte une caméra Bolex. Il tourne ses premiers films à cette période tout réalisant les Word Pictures, une série de photographies qui sert d'ébauche pour sa première œuvre d'importance, Zorns Lemma.
En 1965, il réalise un portrait photographique de Larry Poons (en) pour le magazine Vogue. Il s'installe avec l'artiste conceptuelle Lee Lozano. L'année suivante, il réalise plusieurs portraits cinématographiques ainsi que le film Manual of Arms.
De plus en plus intéressé par le cinéma, il s'achète une Bolex pour son trentième anniversaire, en 1966. Il épouse Marcia Steinbrecher. En 1967, il rend hommage au travail de John Cage avec la réalisation de Heterodyne. En 1968, il tourne Snowblind avec Michael Snow. L'année suivante il est professeur au Hunter College (université de New York). Il travaille notamment avec Mark Rothko, Tony Smith, Leo Steinberg et Robert Morris.
En 1970, il réalise Zorns Lemma, premier long-métrage expérimental à être accepté au New York Film Festival. Le film est très bien reçu par la critique. Extrêmement original, il se veut une autobiographie cryptique structurée par la matrice de l’alphabet latin. Dès lors, la préoccupation première de Frampton devient la relation entre le langage et l'image. Dans le film Poetic Justice (1972), il filme les feuilles d'un scénario, qui se succèdent sur une table, à côté d'une plante et d'une tasse de café. Minimaliste à l'extrême, ce dispositif est d'une extrême complexité car il exige des spectateurs de construire mentalement le film décrit dans le scénario, plan par plan.
En travaillant sur le langage, Frampton désire réécrire l'histoire du cinéma; Il se voit comme un "méta-historien": "le métahistorien du cinéma, pour sa part, se préoccupe d’inventer une tradition, c’est-à-dire un ensemble maniable et cohérent de monuments discrets qui implantent dans le corps grandissant de son art une unité résonante. De telles œuvres peuvent ne pas exister, il est alors de son devoir de les faire."
C'est ce à quoi il s'emploie avec le cycle Magellan, commencé en 1972 et jamais achevé, librement inspiré du journal d’Antonio Pigaffeta qui accompagnait Ferdinand Magellan lors de son voyage maritime autour du monde entre 1519 et 1522. Il s'agit pour Frampton de refaire le cinéma comme il devrait être à ses yeux. Il intègre dans ce projet nombre de références au cinéma des premiers temps mais aussi au cinéma expérimental et à son propre travail. Procédant par collage, il circule d'allusion en allusion, multipliant les références références extrafilmiques. Œuvre totale, Magellan est surtout un film infini, encyclopédique.
En 1973, il est engagé à SUNY Buffalo, où il contribue à développer le fameux Center for Media Study.
Tout au long des années 1970, Frampton est contributeur à Artforum et October. Nombre de ses articles seront republiés dans le livre Circles of Confusion: Film, Photography, Video – Texts 1968 – 1980.

## Filmographie

### Comme réalisateur
- 1968 : Surface Tension
- 1968 : Maxwell's Demon
- 1969 : Works & Days
- 1969 : Prince Ruperts Drops
- 1969 : Palindrome
- 1969 : Lemon
- 1969 : Carrots & Peas
- 1969 : Artificial Light
- 1970 : Zorns Lemma (en)
- 1971 : Hapax Legomena IV: Travelling Matte
- 1971 : Hapax Legomena I: Nostalgia
- 1971 : Hapax Legomena III: Critical Mass
- 1972 : Hapax Legomena V: Ordinary Matter
- 1972 : Hapax Legomena VI: Remote Control
- 1972 : Hapax Legomena VII: Special Effects
- 1972 : Hapax Legomena II: Poetic Justice
- 1984 : A and B in Ontario

### Comme acteur
- 1967 : Wavelength